# MeToo покрет
#MeToo покрет, са варијацијама сродних локалних или међународних имена (нпр. Разбијачи тишине), јест друштвени покрет против сексуалног злостављања и сексуалног узнемиравања где људи објављују наводе о сексуалним злочинима које су починили моћни и / или истакнути мушкарци. Фраза „Me Too” је првобитно била коришћена у овом контексту 2006. године на друштвеним медијима, на услузи Myspace, од стране жртве сексуалног малтретирања и активисткиње Таране Бурк. Хаштаг #МеТоо се користио од 2017. године као начин да се скрене пажња на величину проблема. 'МеТоо' оснажује оне који су били сексуално нападнути (посебно младе и рањиве обојене жене) кроз емпатију, солидарност и снагу у броју, видљиво показујући колико их је доживело сексуални напад и узнемиравање, посебно на радном месту.
Након разоткривања бројних оптужби за сексуално злостављање против филмског продуцента Харвија Вајнстина у октобру 2017. године, покрет је почео да се шири вирално као хаштаг на друштвеним медијима. Америчка глумица Алиса Милано је 15. октобра 2017. године објавила на Твитеру: Ако би све жене које су биле сексуално узнемираване или нападнуте написале 'Me too' као статус, могли бисмо људима дати осећај величине проблема, рекавши да је идеју добила од пријатеља. Убрзо су уследиле бројне објаве високог профила и одговори америчких познатих личности Гвинет Палтроу, Ешли Џад, Џенифер Лоренс и Умa Турман. Широко медијско извештавање и дискусија о сексуалном узнемиравању, посебно у Холивуду, довели су до отпуштања запослених на високим профилима са позиција, као и критика и негативних реакција.
Након што су милиони људи почели да користе фразу и хаштаг на овај начин на енглеском, израз је почео да се шири на десетине других језика. Међутим, опсег је постао нешто шири са овим проширењем, а Тарана Бурк га је недавно назвала међународним покретом за правду за маргинализоване људе. Након што је хаштаг #МеТоо постао виралан крајем 2017. године, Facebook је известио да је скоро половина његових америчких корисника била пријатељица са неким која је рекла да је била сексуално злостављана или узнемиравана.

## Сврха
Првобитна сврха 'Ме Тоо' коју је користила Тарана Бурке 2006. године била је да оснажи жене кроз емпатију, посебно младе и рањиве жене. У октобру 2017. године, Алиса Милано је охрабрила коришћење ове фразе кроз хештаг како би помогла у откривању обима проблема са сексуалним узнемиравањем и нападима тако што је показала колико је људи лично искусило ове догађаје. Стога подстиче жене да говоре о својим злостављањима, знајући да нису саме. Након што су милиони људи почели да користе фразу која се проширила на десетине других језика, сврха се променила и проширила, и као резултат тога, она је различитим људима значила различите ствари. Тарана Бурк прихвата титулу „вође“ покрета, али је изјавила да себе сматра више „радницом“. Тарана Бурк је изјавила да је овај покрет нарастао тако да укључује и мушкарце и жене свих боја и узраста, јер наставља да подржава маргинализоване људе у маргинализованим заједницама. Постојали су и покрети мушкараца који имају за циљ да промене културу кроз личну рефлексију и будућу акцију, укључујући #IDidThat, #IHave, и #IWill.

### Свест и емпатија
Анализе покрета често указују на распрострањеност сексуалног насиља, за које Светска здравствена организација процењује да погађа једну трећину свих жена широм света. Анкета из 2017. године коју су спровели ABC News и The Washington Post такође је открила да 54% Американки изјављује да су примиле „нежељене и неприкладне” сексуалне нападе, а 95% каже да такво понашање обично остаје некажњено. Други наводе да #МеТоо наглашава потребу да мушкарци интервенишу када буду сведоци понижавајућег понашања.
Тарана Бурк је рекла да #МеТоо изјављује да жртве сексуалног насиља нису саме и да не треба да се стиди. Бурк каже да сексуално насиље обично изазива неко кога жена познаје, тако да људе треба од малих ногу образовати да имају право да кажу не сексуалном контакту са било којом особом, чак и након вишеструких захтева од стране власти или супружника, и да пријаве предаторско понашање. Бурк саветује мушкарце да разговарају једни с другима о пристанку, критикују понижавајуће понашање када га виде и покушају да саслушају жртве када причају своје приче.
Алиса Милано је рекла да је #МеТоо помогао друштву да схвати „величину проблема” и да је „то солидарни став према свима онима који су повређени”. Она је изјавила да ће успех #МеТоо захтевати да мушкарци заузму став против понашања које објективизује жене.

### Политике и закони
Бурк је изјавила да је тренутна сврха покрета да људима пружи ресурсе да имају приступ лечењу и да се залаже за промене закона и политика. Истакла је циљеве као што су обрада свих нетестираних комплета за тестирање силовања, преиспитивање локалних школских политика, побољшање провере наставника и ажурирање политике сексуалног узнемиравања. Она је позвала да се свим професионалцима који раде са децом узме отисак прста и подвргну провери прошлости пре него што добију дозволу за почетак рада. Она се залаже за сексуално образовање које учи децу да одмах пријаве предаторско понашање. Бурк подржава #МеТоо закон у Конгресу САД, који би уклонио услов да запослени у савезној влади буду месецима на 'хлађењу' пре него што им буде дозвољено да поднесе жалбу против конгресмена.
Милано је 2017. године изјавила да је приоритет за #MeToo промена закона који се односе на сексуално узнемиравање и напад, на пример увођење протокола који омогућавају оболелима у свим индустријама да подносе жалбе без одмазде. Она је подржала закон који отежава компанијама којима се јавно тргује да сакрију прикривене исплате од својих акционара и желела би да учини незаконитим да послодавци захтевају од нових радника да потпишу уговоре о неоткривању података као услов за запошљавање. Родни аналитичари као што је Ана Норт изјавили су да #MeToo треба третирати као радно питање због економских недостатака пријављивања узнемиравања. Ана Норт је предложила борбу против основне неравнотеже моћи на неким радним местима, на пример повећањем минималне зараде и прихватањем иновација као што су 'преносиви паник тастер' који су обавезни за запослене у хотелима у Сијетлу.
У Хонг Конгу, пресуда у случају C v. Hau Kar Kit [2023] HKDC 974 послала је снажан подсетник послодавцима да треба да постоји нулта толеранција на сексуално узнемиравање на радном месту. Испоставило се да је послодавац такође одговарао по Правилнику о полној дискриминацији за незаконите радње које је починио било који њихов запослени у току радног односа, без обзира да ли послодавци знају за незакониту радњу.
Други су предложили да се препреке запошљавању морају уклонити, као што је обавеза неких послодаваца да потпишу уговоре о неоткривању података или друге споразуме који спречавају запосленог да јавно говори о свом запослењу, или изношење спорова (укључујући тужбе за сексуално узнемиравање) на арбитражу него на правни поступак. Предложено је да се донесе закон који забрањује ове врсте обавезних уговора пре запошљавања.
Неке промене засноване на политици које су предложене укључују повећање менаџерског надзора; стварање јасних механизама интерног извештавања; ефикасније и проактивније дисциплинске мере; стварање културе која подстиче запослене да буду отворени у вези са озбиљним проблемима; увођење финансијских казни за компаније које дозвољавају радницима да остану на свом положају када су више пута сексуално узнемиравали друге; и приморавање компанија да плаћају огромне казне или изгубе пореске олакшице ако одлуче да задрже раднике који су сексуални узнемиравачи.

### Медијско извештавање
У покривању #MeToo, било је широко распрострањене расправе о најбољим начинима да се заустави сексуално узнемиравање и злостављање — за оне који су тренутно жртвовани на послу, као и за оне који траже правду за злостављање из прошлости и покушавају да пронађу начине да окончају оно што виде као широко распрострањену културу злостављања. Постоји општа сагласност да је недостатак ефикасних опција за пријављивање главни фактор који покреће непроверено сексуално недолично понашање на радном месту.
Лажне пријаве о сексуалном нападу су веома ретке, али када се догоде, стављају се у центар пажње како би јавност видела. Ово може дати лажан утисак да је већина пријављених сексуалних напада лажна. Међутим, лажне пријаве о сексуалном нападу чине само 2% до 10% свих пријава. Ове бројке не узимају у обзир да се већина жртава не јавља када су нападнуте или узнемираване. Заблуде о лажним пријавама су један од разлога зашто се жене плаше да пријаве своја искуства са сексуалним нападом – јер се плаше да им нико неће поверовати, да ће се у том процесу осрамотити и понизити, осим што ће се отворити за одмазду од нападача.
У Француској, особа која се жали на сексуално узнемиравање на послу бива укорена на 40% радног времена или отпуштена, док оптужена особа обично није под истрагом нити кажњена. У Сједињеним Државама, извештај Комисије за једнаке могућности запошљавања из 2016. године наводи да иако 25–85% жена каже да доживљава сексуално узнемиравање на послу, мало њих икада пријави инциденте, најчешће због страха од одмазде. Постоје докази да у Јапану само 4% жртава силовања пријави злочин, а оптужбе се одбацују отприлике за половину пријава.
Постоји дискусија о најбољим начинима за руковање мрежама шапутања, или приватним листама „људи које треба избегавати” које се незванично деле у скоро свакој већој институцији или индустрији где је сексуално узнемиравање уобичајено због неравнотеже моћи, укључујући владу, медије, вести, и академске заједнице. Ове листе имају наведену сврху да упозоре друге раднике у индустрији и деле се од особе до особе, на форумима, у приватним групама друштвених медија и путем табела. Међутим, тврди се да ови спискови могу постати „оружани” и да се користе за ширење неутемељених трачева – мишљење о којем се нашироко расправља у медијима.
Браниоци кажу да спискови пружају начин да упозоре друге угрожене људе у индустрији ако су забринути због озбиљне одмазде од насилника, посебно ако су жалбе већ игнорисане. Кажу да спискови помажу жртвама да се идентификују како би могли заједно да проговоре и пронађу сигурност у бројкама. Понекад се ове листе чувају из других разлога. На пример, табелу из Уједињеног Краљевства под називом „Посланици високог либида” названу „табела срама” креирала је група мушких и женских парламентарних истраживача и садржала је листу оптужби против скоро 40 конзервативних посланика у британском парламенту. Прича се и да партијски бичеви (који су задужени да натерају посланике да се обавежу на гласање) воде „црну књигу” која садржи оптужбе против неколико посланика које се могу користити за уцене. Када се тврди да је сексуално недолично понашање познате особе била „отворена тајна”, ови спискови су често извор. Након што је покренут #MeToo, у јавност је процурило неколико листа приватних шапат мрежа.
У Индији, студенткиња је својим пријатељима дала листу са именима професора и академика у индијском универзитетском систему које треба избегавати, а која је касније постала вирална након што је објављена на друштвеним мрежама. На критике у медијима, аутори су се бранили да су само покушавали да упозоре своје пријатеље, да су потврдили сваки случај, а неколико жртава са листе били су лоши студенти који су већ били кажњени или игнорисани када су покушали да се јаве. Мојра Донеган, новинарка из Њујорка, приватно је поделила списак „усраних медијских људи” које треба избегавати у издаваштву и новинарству. Када је то било подељено ван њене приватне мреже, Донеган је изгубила посао. Она је изјавила да је неправедно тако да је мало људи имало приступ листи пре него што је изашла у јавност; на пример, врло мало обојених жена је добило приступ (а самим тим и заштиту) од тога. Указала је на своју „белину, здравље, образовање и класу” која јој је омогућила да ризикује да подели листу и добије отказ.
Главни проблем у покушају да се заштити више потенцијалних жртава објављивањем мрежа шапатом је одређивање најбољег механизма за проверу навода на начин који је фер за све стране. Неки предлози укључују јачање синдиката у рањивим индустријама како би радници могли да пријаве узнемиравање директно синдикату уместо послодавцу. Други предлог је да се одржавају телефонске линије у индустрији које имају моћ да покрену истраге трећих страна.  Развијено је неколико апликација које нуде различите начине пријаве сексуалног злостављања, а неке могу повезати жртве које су пријавиле исту особу.
У студији из 2021. године о #MeToo покрету на YouTube и разумевању различитих перспектива, постоје одговори и реакције људи на видео снимке засноване на #MeToo покрету.

### Проблеми са друштвеним нормама
Након #MeToo, у многим државама, као што су САД, Индија, Француска, Кина, Јапан, Италија, и Израел, се повела дискусија у медијима о томе да ли је потребно променити културне норме да би се сексуално узнемиравање искоренило. Џон Лаунер из здравственог образовања Енглеске изјавио је да лидери морају бити свесни уобичајених „неподударања перцепција“ на послу како би се смањили инциденти у којима једна особа мисли да флертује, док се друга особа осећа као да је омаловажавана или узнемиравана. Репортерка Ана Норт из Vox наводи да је један од начина да се обрати #MeToo да научи децу основама секса. Норт наводи да културна представа да жене не уживају у сексу наводи мушкарце „да верују да је млако све што ће икада добити”, позивајући се на студију из 2017. године која је открила да мушкарци верују да жене уживају у принуди на секс.
Алиса Розенберг из The Washington Post позвала је друштво да пази на претеривање тако што ће „бити јасно које је понашање криминално, које је понашање легално али неподношљиво на радном месту, и које приватно интимно понашање је вредно осуде” али није део дискусије на радном месту. Она каже да је „очување нијанси“ инклузивније и реалније. Професор Данијел Дрезнер је изјавио да је #MeToo поставио темеље за две велике културне промене. Један је прихватање да је сексуално узнемиравање (не само сексуални напад) неприхватљиво на радном месту. Други је да када је моћна особа оптужена за сексуално узнемиравање, реакција би требало да буде претпоставка да мање моћна особа која тужи „вероватно говори истину, јер су ризици изласка у јавност велики“. Међутим, он наводи да се друштво бори са брзином којом се захтева промена.

### Реформа и имплементација
Иако је #MeToo у почетку био фокусиран на одрасле, порука се проширила на ученике у K–12 школама у којима је сексуално злостављање уобичајено и лично и онлајн. MeTooK12 је настао као spin-off #MeToo који је у јануару 2018. године створила група зауставите сексуални напад у школама, коју су основали Џоел Левин и Естер Варков, са циљем да се заустави сексуално злостављање у образовању од вртића до средње школе. #MeTooK12 је делимично инспирисан уклањањем одређених савезних смерница Title IX за сексуално недолично понашање. Постоје докази да и школе и ученици драстично недовољно пријављују сексуално недолично понашање у образовању за K-12, јер скоро 80% јавних школа никада не пријави ниједан инцидент узнемиравања. Истраживање из 2011. показало је да је 40% дечака и 56% девојчица од 7. до 12. разреда пријавило да је у животу доживело негативне сексуалне коментаре или сексуално узнемиравање. Приближно 5% пријава о сексуалном недоличном понашању K-12 укључивало је ученике од 5 или 6 година. #MeTooK12 има за циљ да покаже широко распрострањену распрострањеност сексуалног злостављања деце у школи и потребу за повећаном обуком о смерницама из Title IX политике, пошто само 18 држава захтева од људи у образовању да прођу обуку о томе шта да раде када је ученик или наставник сексуално злостављан.

### Улога мушкараца
Било је дискусија о могућим улогама мушкараца у покрету #MeToo. Примећено је да је 1 од 6 мушкараца током свог живота доживео неку врсту сексуалног злостављања и често се осећа неспособним да прича о томе. Креаторка Тарана Бурк и други су замолили мушкарце да јавно говоре о лошем понашању када га виде или да само проводе време тихо слушајући. Неки мушкарци су изразили жељу да држе већу дистанцу од жена откако је #MeToo постао виралан јер не разумеју у потпуности које акције би се могле сматрати неприкладним. Првих неколико месеци након што је #MeToo почео да напредује у тренду, многи мушкарци су изразили потешкоће у учешћу у разговору због страха од негативних последица, наводећи примере мушкараца који су негативно третирани након што су поделили своја размишљања о #MeToo.
Мајкл Елсберг, аутор и бивши уметник, подстиче мушкарце да размисле о прошлим понашањем и примерима сумњивог сексуалног понашања, као што је вирална прича Cat Person, написана из перспективе двадесетогодишње жене која иде на састанак са много старијим мушкарцем и на крају има непријатно сексуално искуство које је било споразумно, али нежељено. Елсберг је замолио мушкарце да се заложе да ће осигурати да су жене обострано заинтересоване за започињање сексуалног односа и да успоре ако икада постоји сумња да жена жели да настави. Инструкторка веза Касиа Урбаниак је рекла да покрет ствара сопствену кризу око мушкости. Постоји размишљање о томе да ли ће они бити следећи и да ли су икада повредили жену. Постоји одређени ниво беса и фрустрације. Ако сте радили нешто погрешно, али вам није речено, постоји невероватан осећај издаје и то ће изазвати реакцију, мислим да је ћутање на обе стране невероватно опасно. Урбаниак каже да би волела да жене буду савезници мушкараца и да буду радознале о њиховом искуству. У том савезу има много више моћи и могућности него што је то у томе да мушкарци одступе и почну да се гуше.
У августу 2018. године, The New York Times је детаљно описао наводе да је водећа фигура #MeToo покрета Азија Арђенто сексуално напала глумца Џимија Бенета. Сексуални напад се наводно догодио у хотелској соби у Калифорнији 2013. године када је он имао само два месеца након свог 17. рођендана, а она 37 година; старост за пристанак у тој држави је 18 година старости. Бенет је рекао када је Азија изашла против Харвија Вајнстина, то је изазвало сећања на његово сопствено искуство. Он је рекао да је покушао да реши проблем приватно, и да се није огласио раније, јер сам се стидео и плашио да будем део јавног наратива. У изјави датој дневном листу The Times, рекао је: Ја сам био малолетан када се догађај десио, и покушао сам да тражим правду на начин који ми је тада имао смисла јер нисам био спреман да се носим са последицама које је моја прича постала јавна стигма да будем у ситуацији као мушкарац у нашем друштву, нисам мислио да ће људи схватити догађај који се догодио очима тинејџера. Бенет је рекао да би желео да пређе поред овог догађаја у мом животу, додајући, данас бирам да идем напред, а не више у тишини. Азија Арђенто, којa је тихо договорила нагодбу о неоткривању података са Бенетом у износу од 380.000 долара у наредним месецима њених открића у вези са Вајнстином, демантовала је оптужбе. Роуз Макгауан је у почетку изразила подршку Азији Арђенто и замолила друге да покажу уздржаност, твитујући: Нико од нас не зна истину о ситуацији и сигурна сам да ће се открити више. Будите нежни. Као гласни заговорник Me Too покрета, Роуз Макгауан се суочила са критикама на друштвеним мрежама због својих коментара, који су били у супротности са поруком покрета верујућих преживелих. Оснивачица Me Too покрета Тарана Бурк одговорила је на извештај Азије Арђенто, наводећи: Неколико пута сам понављала да је #metooMVMT за све нас, укључујући ове храбре младиће који сада наступају. Сексуално насиље се односи на моћ и привилегије. То се не мења ако је починилац ваша омиљена глумица, активисткиња или професорка било ког пола.

## Временска линија

### 2006. година, Тарана Бурк
Тарана Бурк, друштвена активисткиња и организаторка заједнице, почела је 2006. године да користи фразу 'Me Too' на друштвеној мрежи Myspace да би промовисала „оснаживање кроз емпатију” међу обојеним женама које су биле сексуално злостављане. Рођена је у Бронксу, Њујорк, 12. септембра 1973. године. Одрастајући, живела је у сиромаштву у породици са ниским примањима. Била је силована и сексуално злостављана, и као дете и као тинејџерка. Мајка ју је охрабривала да помогне другима који су прошли кроз оно кроз шта је она прошла. Преселила се у Селму у Алабами, где је родила ћерку Кеју Бурк и одгајала је као самохрани родитељ. Тарана Бурк, која је снимила документарни филм под називом Me Too, рекла је да је била инспирисана да употреби ту фразу након што није могла да одговори 13-годишњој девојчици која јој је поверила да је била сексуално злостављана. Тарана Бурк је рекла да је касније пожелела да је девојци једноставно рекла: 'Me too'.

### 2015. година, Амбра Гутијерез
The New York Times је, 2015, године, известио да је Вајнстина испитала полиција „након што га је 22-годишња жена оптужила да ју је неприкладно додиривао”. Жена, италијански модел Амбра Гутијерез, сарађивала је са полицијском управом Њујорка (NYPD) да добију аудио снимак на коме је Вајнстин признао да ју је неприкладно додирнуо. Како је полицијска истрага напредовала и постајала јавна, таблоиди су објавили негативне приче о Амбри Гутијерез које су је представљале као опортунисту. Амерички медији, издавач таблоида National Enquirer, наводно су пристали да помогну у сузбијању навода Гутијереза и Роуз Макгауан. Сајрус Венс млађи је као Окружни тужилац Менхетна одлучио да не поднесе оптужницу против Вајнстина, наводећи недовољне доказе о криминалној намери, против савета локалне полиције која је сматрала да су докази довољни. Окружно тужилаштво Њујорка и њујоршка полиција окривили су једни друге што није подигнута оптужница.

### 2017. година, Алиса Милано
Након широко распрострањеног разоткривања оптужби за предаторско понашање од стране Харвија Вајнстина и његовог сопственог поста на блогу на ту тему, 15. октобра 2017. године, глумица Алиса Милано је написала: "Ако сте били сексуално узнемиравани или нападнути, напишите 'me too' као одговор на овај твит", и притом је поставила следећу фразу коју је предложила Шарлот Клајмер: "Ако би све жене које су биле сексуално узнемираване или нападнуте написале 'Me too' као статус, могли бисмо људима дати осећај величине проблема". Она је охрабрила ширење фразе "Me Too" како би покушала да скрене пажњу на сексуални напад и узнемиравање. Следећег дана, 16. октобра 2017. године, Милано је написала: "Управо сам обавештена о ранијем #MeToo покрету, а прича о пореклу је подједнако срцепарајућа и инспиративна", пружајући везу до сајта госпође Бурк. Милано приписује своју идентификацију са Me Too покретом у смислу да је доживела сексуално узнемиравање током концерта када је имала 19 година.
Неколико хаштагова везаних за дељење прича о сексуалном узнемиравању на радном месту коришћено је пре #MeToo, укључујући #MyHarveyWeinstein, #WhatWereYouWearing, #SurvivorPrivilege и #YouOkSis.

### 2022. година, Џони Деп и Амбер Херд
Након што је у мају 2016. године поднела захтев за развод од Џонија Депа, глумица Амбер Херд је навела да ју је Деп физички злостављао током њихове везе. Деп је поднео тужбу за клевету у Уједињеном Краљевству против издавача The Sun због чланка из 2018. године у којем се наводи да је он „пребијао супруге“. У децембру 2018. године, Херд је објавила чланак у америчком дневном листу The Washington Post, наводећи да је говорила против сексуалног насиља и постала је јавна личност која представља насиље у породици. Иако није експлицитно навела Депа у тексту, он је против ње поднео тужбу за клевету у Вирџинији. Деп је изгубио тужбу на Високом суду правде у Лондону, након што је судија утврдио да се 12 од 14 наводних инцидената насиља у породици догодило и да су Хердове тврдње о злостављању „у суштини тачне“. На суђењу у Вирџинији, Депови адвокати су настојали да пред поротом оповргну наводе које је Амбер Херд изнела, тврдећи да је она, а не њен бивши муж, била насилник у вези.
Суђење у Вирџинији је преношено уживо, што је изазвало огромно интересовање јавности. Платформе друштвених медија су имале значајну подршку за Џони Депа и критике на рачун Амбер Херд, са видео снимцима са хаштагом #JusticeForJohnnyDepp који су достигли преко 18 милијарди прегледа на друштвеној мрежи TikTok до закључења суђења. На интернету се појавио став који је добио консензус да је Амбер Херд лагала, а њено сведочење је широко исмејавано. Одлучујући да је њен текст оклеветао Депа стварном злобом, порота му је доделила 10 милиона долара на име компензације и 5 милиона долара казне (која је смањена на 350.000 долара према закону државе Вирџинија) док је за Амбер Херд доделила 2 милиона долара надокнаде штете за противтужбу да ју је бивши адвокат кога је ангажовао Џони Деп оклеветао. Током и након суђења, Деп је добио подршку од великог броја познатих личности, укључујући Џенифер Анистон, Ема Робертс, Рита Ора, Кет Пауер, Пети Смит, Парис Хилтон, Зои Салдана, Кели Озборн, Ванеса Хаџенс, Наоми Кембел, Лив Тајлер, Џулијет Луис и Ешли Бенсон. Његове бивше партнерке Винона Рајдер, Кејт Мос и Ванеса Паради дале су сведочење или изјаве током судског поступка да Џони Деп никада није био насилан или увредљив према њима.
У изјави о пресуди, Амбер Херд је навела: „Она враћа сат на време када жена која је проговорила може бити јавно осрамоћена и понижена. То одбацује идеју да се насиље над женама треба схватити озбиљно." Неки стручњаци за насиље у породици сугерисали су да би опсежно исмевање које је Амбер Херд доживела током суђења одвратило жене од пријављивања злостављања. Различити ставови великих новинских кућа су објављени ишли су у прилог Херд или против ње, као и о импликацијама суђења за будућност #MeToo покрета, а неки су ово суђење чак прогласили и крајем покрета.

## Утицај
The New York Times је открио да су, од 201 истакнутог мушкарца који су остали без посла након јавних оптужби за сексуално узнемиравање, скоро половина њихових замена биле жене. Након #MeToo покрета, многи људи који су били шефови компанија су отпуштени и многе јавне личности су почеле да одговарају.
У августу 2021. године, The Washington Post је анализирао утицај #MeToo на промену понашања. У чланку се наводи да је дошло до пораста извештаја о сексуалном нападу у дванаест месеци пре октобра 2018, али да су се многе тврдње односиле на људе који су говорили о прошлим инцидентима. У чланку је приказана помешана слика у погледу промене понашања са значајно мањим процентом жена које су доживеле сексуалну принуду или нежељену сексуалну пажњу у канцеларији у 2018. години у односу на 2016. годину, али са наглим порастом суптилнијих облика понашања који не доспевају до ниво нелегалног сексуалног узнемиравања, као што су шале о томе шта је још дозвољено или причање неприкладних прича, што је можда дошло као реакција на покрет #MeToo. У чланку се напомиње да је као одговор на #MeToo покрет, 19 држава донело нову заштиту од сексуалног узнемиравања за жртве и да је више од 200 закона уведено у државна законодавства како би се спречило узнемиравање.

### Амерички медији и модна индустрија
Фразу "Me too" је Алиса Милано твитовала 15. октобра 2017. године и до краја дана је употребљена више од 200.000 пута. Такође је твитована више од 500.000 пута до 16. октобра, а хештег је користило више од 4,7 милиона људи у 12 милиона постова током прва 24 сата на Фејсбуку. Платформа је известила да је 45% корисника у Сједињеним Америчким Државама имало пријатеља који је објавио текст користећи тај термин. Десетине хиљада људи, укључујући стотине познатих, одговорило је причама #MeToo. Неки мушкарци, као што су глумци Тери Круз и Џејмс ван дер Бик, одговорили су на хештег са сопственим искуствима узнемиравања и злостављања. Други су одговорили тако што су признали раније понашање према женама, отворивши нови хештег #HowIWillChange. Поред Холивуда, декларације "Me Too" су изазвале дискусију о сексуалном узнемиравању и злостављању у музичкој индустрији, науци, академској заједници и политици.
Феминистичка ауторка Глорија Фелд изјавила је за часопис Time да су многи послодавци приморани да унесу измене као одговор на #MeToo, на пример испитивање разлика у платама заснованих на полу и побољшање политике сексуалног узнемиравања. Други су приметили да је било притиска на компаније, посебно у финансијској индустрији, да обелодане статистику разноликости.
Режисерка и феминистичка активисткиња Марија Гиз, чланица савеза америчких режисера, схватила је да је виртуелно одсуство жена режисера у Холивуду било једнако цензури и утишавању женских гласова у америчким медијима — најутицајнијем глобалном извозу Америке. Однела је своје налазе у ACLU јужне Калифорније, што је изазвало званичну истрагу о холивудској дискриминацији на послу. Убрзо након тога, New York Times је објавио свој чланак из 2017. године „који је покренуо MeToo покрет”, разоткривајући Харвија Вајнштајна у сексуалном узнемиравању и нападу. Bило је експлозивно, каже Гиз, и одједном је наша индустрија уложила милионе долара у стварање нових организација за спровођење закона унутар индустрије као што су Time's Up, The Hollywood Commission, ReFrame и многе друге.
У фебруару 2019. године, глумица Ема Томпсон написала је писмо америчкој продуцентској кући Skydance Media, у којем објашњава да се повукла из продукције анимираног играног филма Luck месец раније због одлуке компаније да ангажује Дизнијевог главног креативног директора, Џона Ласитера, који је био оптужен да је малтретирао жене док је био у Дизнију. Његово понашање је резултирало његовом одлуком да узме шестомесечно одсуство из компаније, што је навео у допису у којем је признао „болне“ разговоре и непрецизиране „погрешне кораке“. Између осталог, Ема Томпсон је изјавила: Ако је мушкарац деценијама недолично додиривао жене, зашто би жена хтела да ради за њега ако је једини разлог зашто их сада не додирује неприкладно то што у његовом уговору пише да се мора понашати „професионално“?
Поновно издање Приче о играчкама 2 из 2019. године имало је избрисану сцену која је уклоњена због забринутости због недоличног сексуалног понашања.

### Цркве
У новембру 2017. године, Емили Џој и Хана Паш су покренуле хештег #ChurchToo на Твитеру који је почео да се појављује као одговор на #MeToo као начин да се покуша истаћи и зауставити сексуално злостављање које се дешава у цркви. Почетком јануара 2018. године, око стотину евангелистичких жена је такође покренуло #SilenceIsNotSpiritual да би позвале на промене у начину на који се сексуални недолични поступци третирају у цркви. #ChurchToo  је поново почео да се шири вирално касније у јануару 2018. године као одговор на видео снимак који је ишао уживо, а који је пастор Енди Севиџ преносио да је сексуално напао 17-годишњу девојку двадесет година раније као пастор младих док ју је возио кући, али тада је добио аплауз од своје цркве јер је признао инцидент и затражио опроштај. Пастор Енди Севиџ је тада дао оставку на место особља у Highpoint Church и повукао се из службе.

### Образовање
Универзитет Калифорније је имао значајне оптужбе за сексуално узнемиравање на годишњем нивоу пријављене у стотинама у свих девет кампуса Универзитета Калифорније, посебно за Беркли, Дејвис, Ервајн, Лос Анђелес и Сан Дијего. Међутим, значајан догађај на Универзитету Калифорније, Ервајн је предводио уклањање и укор неколико званичника и професора у кампусу оптужених за сексуално узнемиравање и дискриминацију. Почетком јула 2018. године Универзитет Калифорније, Ервајн је уклонио име милионерског добротвора Франсиско Ј. Ајала из своје школе биологије, централне научне библиотеке, дипломираних стипендија, научних програма и додељених катедри након што је интерна истрага поткрепила бројне тврдње о сексуалном узнемиравању. Резултати истраге су сакупљени у извештају од 97 страница, који је укључивао сведочење жртава које су трпеле Ајалино узнемиравање 15 година. Његово уклањање је одмах изазвало смену професора Рона Карлсона у августу 2018. године, који је водио програм креативног писања на Универзитету Калифорније, Ервајн. Дао је оставку након што су откривени поткрепљени извештаји о сексуалном злостављању малолетног ученика. Универзитет Калифорније, Ервајн је након што је сазнао за извештај прихватио тренутну оставку професора Карлсона. Неколико тужби је такође размотрено против Томаса А. Пархама, бившег вицеканцелара Универзитета Калифорније, Ервајн и бившег председника Удружења црних психолога.
Да би се позабавила узнемиравањем у научним оквирима, Бетан Маклохлин је покренула #MeTooSTEM покрет и хаштаг. Она је позвала Национални институт за здравље да смање финансирање свима који су проглашени кривим за оптужбе за узнемиравање. Бетан Маклохлин је поделила награду MIT Media Lab Disobedience Award са Тараном Бурк и Шери Мартс за њихов рад на MeToo STEM.

### Финансије
Примећено је да, иако је познато да финансијска индустрија има широку распрострањеност сексуалног узнемиравања, од јануара 2018. године, није било финансијских руководилаца високог профила који су се повукли као резултат навода #MeToo. Први широко покривен пример конкретних последица у финансијама био је када су две репортерке, укључујући Медисон Мериџ из Financial Times, биле на тајној операцији на догађају Председничког клуба само за мушкарце који је требало да прикупи новац за децу. Пошто женама није било дозвољено да присуствују осим као „хостесе” у уским, кратким црним хаљинама са црним доњим вешом, Медисон Мериџ репортерка Financial Times и још једна новинарка су се запослиле као хостесе и документовале широко распрострањено сексуално недолично понашање. Као резултат тога, Председнички клуб је затворен.
У марту 2018. године брокер Даглас Е. Гринберг из брокерске компаније Morgan Stanley, стављен је на административно одсуство након што је прича New York Times изнела наводе о узнемиравању од стране четири жене, укључујући вишеструка хапшења због кршења забране приласка и претњу спаљивањем кућe бивше девојке. Назван је #MeToo тренутак индустрије финансијских услуга у Портланду.
Аутори чланка који је објављен у Bloomberg News из децембра 2018. године на ову тему интервјуисали су више од тридесет високих руководилаца из Wall Street и открили да су многи сада опрезнији када је у питању менторство и долазак женских руководилаца због уочених ризика. Један је рекао: Ако мушкарци избегавају да раде или путују са женама сами, или престану да менторишу жене из страха да ће бити оптужени за сексуално узнемиравање, ти мушкарци ће одустати од жалбе због сексуалног узнемиравања и право на тужбу због полне дискриминације.

### Политика и влада
Државне куће у Калифорнији, Илиноису, Орегону и Роуд Ајленду одговориле су на оптужбе о сексуалном узнемиравању које су се појавиле у кампањи, а неколико жена у политици говорило је о својим искуствима сексуалног узнемиравања, укључујући сенаторке Сједињених Држава Хајди Хајткамп, Мејзи Хироно, Клер Макаскил и Елизабет Ворен. Конгресменка Џеки Шпајер представила је закон који има за циљ да олакша пријављивање притужби на сексуално узнемиравање на Капитол Хилу. Оптужбе у свету шпанске политике такође су објављене у медијима, а низ навода и истраживања о посланицима и политичким личностима (свих великих британских политичких партија) у вези са сексуалним недоличностима постао је скандал широм земље 2017. године; ово истраживање је предузето након скандала Вајнстин и покрета Me Too.
Детективка Лесли Бранч-Вајз из полицијске управе Денвера први пут је јавно проговорила 2018. године о сексуалном узнемиравању од стране градоначелника Денвера Мајкла Б. Хенкока. Детективка је добијала сексуално сугестивне текстуалне поруке од Хенкока које јој је слао док је радила сигурносне детаље за Хенкока током 2012. године. Након шест година чувања тајне, детективка Лесли Бранч-Вајз је приписала покрету Me Too инспирацију да подели своје искуство.
Конгресмен Џон Конијерс је био први актуелни политичар Сједињених Држава који је поднео оставку након #MeToo. Касније током 2019. године, Кејти Хил је дала оставку из Конгреса, због афере са запосленим након што је Етички комитет Представничког дома отворио истрагу о њеном понашању, проистеклом из ових нових правила.
Октобра 2020. године градоначелник Копенхагена Френк Џенсен поднео је оставку пошто је признао да је малтретирао жене скоро 30 година. Дански министар спољних послова Јепе Кофод пријављен је полицији јер је имао сношај са петнаестогодишњом девојчицом. Он је признао аферу, али није јасно да ли је у питању криминал.
Покрет Me Too се још увек бори са усвајањем закона у одређеним деловима Сједињених Америчких Држава. Америчка влада није усвојила ниједан закон о сексуалном узнемиравању и злостављању јер се Конгрес уздржава од тих закона. Пошто се не доносе никакви закони, покрет устаје и наставља да се бори за друштвене промене. Док настављају да се боре, добијају неке промене широм САД. У неким државама је дошло до забране споразума о тајности података због ситуације са Харвијем Вајнстином. Његов асистента није смео говори 20 година због споразума о тајности података који га је Вајнстин натерао да потпише. Дакле, ова забрана је спроведена у државама као што су Калифорнија, Њу Џерси и Њујорк. Било је случајева да су жртве биле плаћене за своје трауме. Пример би био случај са Ларијем Насаром, који је некада био лекар гимнастичког тима САД. Насар је послат у затвор на 40 и 175 година због сексуалног напада на више од 100 гимнастичарки у тиму.
Студија из 2021. године у American Journal of Political Science открила је да су присталице покрета Me Too биле далеко равноправније када су процењивале оптужбе за сексуално недолично понашање у америчкој политици. Док су партизани чешће сматрали оптужене ванпартијске чланове кривим за сексуално злостављање него чланове своје странке, присталице Me Too нису показивале сличан степен фаворизовања према својим супартизанима.
Дана 2. новембра 2021. године професионална тенисерка Пенг Шуај оптужила је Џанг Гаолија за сексуални напад. Гаоли је бивши потпредседник Народне Републике Кине и пензионисани званичник Комунистичке партије Кине.

#### ME TOO закон у америчком Конгресу
Џеки Шпајер је 15. новембра 2017. године предложила Закон о обуци и надзору чланова и запослених у Конгресу (ME TOO Congress Act). Потпуни језик двопартијског закона објавио је Дом дана 18. јануара 2018. године као амандман на Закон о одговорности Конгреса из 1995. године. Сврха закона је да промени начин на који законодавна грана савезне владе Сједињених Америчких Држава третира жалбе на сексуално узнемиравање. Према старом систему, жалбе у вези са законодавном граном су биле каналисане преко Канцеларија за права на радном месту Конгреса, што је захтевало потпуну поверљивост кроз процес и трајало је месецима саветовања и посредовања пре него што је жалба могла да се поднесе. Све исплате поравнања су плаћене коришћењем федералних пореза, а пријављено је да је у року од једне деценије потрошено 15 милиона долара новца од пореза на решавање притужби због узнемиравања и дискриминације. Предлог закона би обезбедио да за подношење будућих притужби може бити потребно само до 180 дана. Предлог закона би такође омогућио запосленима да се пребаце у друго одељење или да на други начин раде ван присуства наводног узнемиравача без губитка посла ако то затраже. Предлог закона би захтевао да представници и сенатори плате за своје нагодбе за узнемиравање. Канцеларији за права на радном месту Конгреса више не би било дозвољено да чува поравнања у тајности и од ње би се тражило да јавно објави износе поравнања. По први пут, иста заштита би важила и за неплаћене раднике, укључујући странице, колеге и приправнике.
У четвртак, 10. фебруара 2022. године, Конгрес Сједињених Држава дао је коначно одобрење за законе који осигуравају да свако ко је сексуално узнемираван на послу може тражити правно обештећење.

### Силиконска долина
У месецима који су претходили чланцима које је The New York Times објавио о Харвију Вајнштајну, Травис Каланик (у то време генерални директор Убера) био је на удару критике јер је омогућио мизогинистичку културу у компанији и што је имао опсежно знање о жалбама на сексуално узнемиравање у компанији, а да није успео да уради било шта у вези са њима. Након што је иницијална објава на блогу бивше Убер инжењерке детаљно описала своја искуства у компанији, више запослених је изашло са сопственим причама, као што је документовано у накнадном чланку NY Times крајем фебруара 2017. године. У њему они детаљно наводе како су обавестиле више руководство укључујући Каланика о инцидентима сексуалног узнемиравања и да су њихове жалбе игнорисане. Неколико месеци касније, у јуну 2017. године, и сам Каланик се нашао под оптужбама за сексуално узнемиравање, пошто је објављено да је посетио ескорт бар у Сеулу, доводећи са собом колегинице из компаније. Једна од службеница је уложила жалбу Људским ресурсима како се осећала принуђеном да буде тамо, и било јој је веома непријатно у том окружењу, где су жене натеране да носе етикете са бројевима, као на аукцији. Нове оптужбе о сексуалном узнемиравању у компанији појавиле су се годину дана касније, означавајући Уберовог извршног директора за корпоративни развој Камерона Поецсхера. Оптужбе су јасно ставиле до знања да Убер ово питање не схвата довољно озбиљно.
The New York Times је 25. октобра 2018. године објавио извештај о претходним оптужбама за Ендија Рубина у Гуглу. У наводима се тврди да је Гугл знао за тужбу против Рубина због сексуалног злостављања, али је ипак одлучио да му плати пакет од 90 милиона долара за раздвајање приликом његовог одласка из компаније.

### Спорт
Убрзо након што је #MeToo почео да се шири крајем 2017. године, неколико навода из чланка Indianapolis Star из 2016. године појавило се у гимнастичкој индустрији против бившег америчког доктора гимнастике Ларија Насара са Универзитета Мичиген. Насар је прозван преко #MeToo због сексуалног напада на гимнастичарке од само 6 година током "третмана". Рејчел Денхоландер га је прва позвала на одговорност. Иако ништа није урађено након првих оптужби 2016. године, након што се јавило више од 150 жена, Насар је ефективно осуђен на доживотни затвор. Председница Државног универзитета Мичиген, Лу Ана Сајмон, поднела је оставку после скандала. Отприлике у исто време, WNBA звезда Бријана Стјуарт је јавно открила да је била жртва сексуалног злостављања деце старости од 9 до 11 година. Крајем новембра 2017. године, Луи Лај Јиу, препонашица из Хонг Конга, испричала је у објави на Фејсбуку да ју је сексуално злостављао њен мушки тренер када је имала 14 година, што је изазвало масовну контроверзу у Хонг Конгу. Њен тренер је ухапшен крајем јануара 2018. године, али је ослобођен средином новембра 2018. године.

### Медицина
MeToo је подстакао дискусију о сексуалном узнемиравању у области медицине. Истраживање је показало да је међу члановима академског медицинског факултета у Сједињеним Америчким Државама, око 30% жена и 4% мушкараца пријавило сексуално узнемиравање, а примећено је да медицинско особље које се жали често има негативне последице на своју каријеру. Други докази показују да је 60% медицинских приправника и студената искусило узнемиравање или дискриминацију током обуке, иако већина не пријављује инциденте.

### Музика
Неколико истакнутих музичара је изразило подршку покрету Me Too и поделило своја искуства сексуалног напада и узнемиравања. Пре Me Too покрета, 2017. године, Џеси Рејез је објавила песму "Gatekeeper" о свом искуству узнемиравања од стране познатог продуцента Detail, описујући разговоре мушкараца на власти са младим женама које раде у музичкој индустрији. Ова песма је инспирисала уметнице у музичкој индустрији да говоре против сексуалног узнемиравања, што је допринело почетку Ме Тоо покрета.
Активизам глумице Алисе Милано за Ме Тоо покрет почео је јер је била малтретирана са 19 година током једног концерта. Она је 15. октобра 2017. године покренула виралну нит на твитеру објавом  „Ако сте били сексуално узнемиравани или нападнути, напишите 'me too' као одговор на овај твит”. Музичари као што су Шерил Кроу, Кристина Пери и Лејди Гага одговорили су и дали допринос својим личним искуствима.
Аманда Палмер и текстописац Џасмин Пауер компоновали су песму Mr. Weinstein Will See You Now која слушаоце води кроз причу о жени позваној у канцеларију човека на власти. Музички спот са женском екипом, глумцима и продукцијским тимом објављен је на годишњицу извештавања дневног листа New York Times о оптужбама за сексуално злостављање против Харвија Вајнстина, а профит је дониран #TimesUp покрету против сексуалног узнемиравања.
Бенд Veruca Salt је користио хаштаг #MeToo за емитовање навода о сексуалном узнемиравању против Џејмса Тобака, а певачица и текстописац Алиса Глас је користила хаштаг да подели историју наводног сексуалног напада и других злостављања од стране бившег колеге Итана Кета из бенда Crystal Castles.
Певачица и текстописац Холси написала је песму A Story Like Mine, коју је певала на Маршу жена 2018. године у Њујорку. Песма описује инциденте сексуалног напада и насиља током њеног живота, укључујући и пратњу своје најбоље пријатељице у планираном родитељству након што је била силована и њена лична искуства сексуалног напада од стране комшија и момака.
Бивши фронтмен Марк Козелек бендова Red House Painters и Sun Kil Moon, оптужен је за сексуално злостављање од стране неколико жена које је Pitchfork пријавио 2020. године и 2021. године, редом.

#### Оптужбе против личности из музичке индустрије
У јануару 2019. године Lifetime је емитовао документарац Surviving R. Kelly, који описује оптужбе неколико жена за сексуално, емоционално, ментално и физичко злостављање од стране певача Р. Келија. Документарац је довео у питање „екосистем” који „подржава и омогућава” моћне појединце у музичкој индустрији. У фебруару 2019. године, Кели је ухапшен по десет навода из тачака за сексуално злостављање четири жене, од којих су три биле малолетне у време инцидената. Његова бивша супруга Андреа Кели такође га је оптужила за насиље у породици и поднела је против њега, 2005. године, забрану приласка.
Певачица Кеша је оптужила свог бившег продуцента Dr. Luke да ју је сексуално, физички и емоционално злостављао од почетка њене музичке каријере. Dr. Luke је негирао оптужбе, а судија је одбио њен захтев да буде ослобођена уговора који има са Sony Music због наводне злоупотребе. Кеша је описала свој одговор на ово искуство у песми Praying, коју је 2018. године извела на додели Гремија. Сматрало се да песма нуди охрабрење жртвама сексуалног насиља.
Документарац је такође био кључан у објављивању оптужби против покојног певача Мајкла Џексона. Оптужбе против Џексона о сексуалном злостављању деце обновљене су након емитовања документарног филма Leaving Neverland из 2019. године. Документарац се фокусира на Вејда Робсона и Џејмса Сафечука и њихове интеракције са Џексоном, посебно на сексуалне интеракције за које кажу да су трпели годинама током свог детињства. Обојица су претходно сведочили у Џексонову одбрану — Сафечук као дете током истраге 1993. године, Робсон и као дете 1993. године и као млада одрасла особа 2005. године. Године 2015. Робсонов случај против Џексоновог имања је одбачен јер је поднет прекасно. Документарац је довео до реакције против Џексона и поновне процене његовог наслеђа у неким круговима, док су га други гледаоци одбацили као једностраног, довели у питање његову истинитост и сматрали га неубедљивим због чињеничних сукоба између филма и оптужби из 1993. године и 2005. године, како и његове ослобађајуће пресуде на суђењу.
Године 2020. откривено је да су оптужбе за силовање изнете против Нила Портноуа бившег председника Академије за дискографску уметност и науку.
MeToo покрет довео је до преиспитивања навода и прича о рокенрол звездама 1970-их и 1980-их када је злостављање малолетних групија толерисано, па чак и нормализовано. Ово укључује оптужбе које је изнела Лори Матик против Дејвида Боувија и Џимија Пејџа.

#### Уклањање музике
У новембру 2018. године, WDOK Star 102, радио станица у Кливленду, Охајо, објавила је да је уклонила песму "Baby, It's Cold Outside" са своје листе песама јер су слушаоци сматрали да су текстови неприкладни. Водитељ станице је прокоментарисао: у свету где је #MeToo коначно дао женама глас који заслужују, песми нема места.
Сервис за стримовање Spotify уклонио је музику XXXTentacion и Р. Келија са плејлиста које је курирао Spotify након оптужби за „понашање мржње”, али је касније вратио музику након што се ослободио њихове политике понашања мржње.

### Социјална правда и новинарство
Сара Лајонс је написала Hands Off Pants On, у којој је објаснила важност омогућавања отвореног простора за жртве сексуалног напада на радном месту. Сара Џафе је анализирала проблеме са којима се жртве суочавају са полицијским управама и судским системом.

### Војска
Након што се појавио хаштаг #MeToo, хаштаг #MeTooMilitary почели су да користе мушкарци и жене који су били сексуално злостављани или узнемиравани док су били у војсци, појавивши се на друштвеним мрежама у јануару 2018. године дан након коментара Опре Винфри на додели Награде Златни глобус у част војникиња у војсци „чија имена никада нећемо сазнати” који су претрпели сексуалне нападе и злостављање да би побољшали ствари за жене данас.
Извештај Пентагона указује да је 15.000 припадника војске пријавило да су били сексуално нападнути у 2016. години и да је само 1 од 3 особе које су нападнуте заиста пријавиле. Пентагон указује да је 15.000 припадника војске пријавило да су били сексуално нападнути у 2016. години и да је само једна од три особе које су нападнуте заиста пријавиле случај. Ветеранка Никол Бовен-Кравфорд рекла је да су се стопе побољшале у протеклој деценији, али војска још има дуг пут и препоручује да се ветеранке повежу приватно на друштвеним мрежама како би разговарале о сексуалном злостављању у безбедном окружењу.
Постојао је протест #MeTooMilitary Stand Down, који је организовала Мрежа службених жена, који се окупио у Пентагону 8. јануара 2018. године. Протест је подржало Министарство одбране САД, које је изјавило да су садашњи припадници службе добродошли да присуствују све док нису носили униформу. Протест је подржао Закон о унапређењу војног правосуђа, који је спонзорисала сенаторка Кирстен Џилибранд, а који би „одлуку о томе да ли да се гоне особе за озбиљне [сексуалне] злочине померио на независне, обучене, професионалне војне тужиоце, остављајући јединствене војне злочине у ланцу командовања”.

### Порнографија
Било је дискусија о томе како је порнографија повезана са појавом #MeToo покрета, и које промене, ако их има, треба направити у порно индустрији као одговор. Смрт пет порно глумица током прва три месеца 2018. године инспирисала је захтеве да радници у индустрији буду укључени као део #MeToo покрета. Истакнуто је да су многе жене и мушкарци били сексуално злостављани на снимању. Неки порнографски извођачи високог профила су оптужени за напад од појаве #MeToo, укључујући Џејмса Дина и Рона Џеремија. Порно индустрија је у целини јавно подржавала #MeToo, а теме узнемиравања и телесне аутономије биле су обрађене 2018. године на додели награда AVN. Било је позива да се индустрија боље контролише након #MeToo. Међутим, када је геј глумац Теган Зејн оптужио свог колегу глумца Тофера Димаџија за силовање у #MeToo објави, а четири друга мушкарца су изнела своје оптужбе о сексуалном недоличном понашању против Димаџија, догодило се врло мало и није било званичне истраге.
Неколико група хришћана, конзервативних жена и радикалне феминисткиње су тврдиле да #MeToo показује да порнографија узрокује да се жене посматрају као сексуални објекти и доприноси распрострањености сексуалног узнемиравања. Као резултат тога, ове групе верују да би производњу и потрошњу порнографије требало знатно ограничити или учинити нелегалним.
Други су истакли да потрошња порнографије у САД расте, док стопе сексуалног насиља и силовања опадају откако се покрет против порнографије у САД први пут појавио током 1960-их. Поред тога, неки коментатори су изјавили да закони који порнографију чине нелегалном само додатно ограничавају телесну аутономију жена.
Лусија Грејвс је изјавила за The Guardian да порнографија може бити оснажујућа или пријатна за жене, а приказивање женске сексуалности није увек објективизација. Награђивана порно глумица и редитељка Анџела Вајт каже да постоји „велики позитиван помак унутар индустрије“ ка више жена које режирају и производе сопствени садржај и „представљају жене као моћна сексуална бића“. Активисткиња против порнографије Мелиса Фарли рекла је да ово игнорише „безизборност“ са којим се суочавају многе глумице у порнографији. Заговорници либерала тврде да покрети против порнографије у Сједињеним Америчким Државама историјски никада нису покушавали да повећају изборе за рањиве одрасле извођаче, а одузимање права особи да глуми у порнографији може им економски наштетити смањењем њихових избора. Многи одрасли извођачи су изјавили да је друштвена стигма која окружује њихов тип посла већ велика препрека тражењу помоћи, а да би порнографија постала илегална оставила би им мало опција ако пате од сексуалног злостављања.
Као резултат #MeToo, многи одрасли извођачи, заговорници сексуалних радница и феминисткиње позвали су на већу заштиту порнографских глумица, на пример смањење друштвене стигме, обавезне курсеве обуке који подучавају извођаче њиховим правима и обезбеђивање приступа независним телефонским линијама где извођачи могу да пријаве злоупотребе. Они тврде да би илегална порнографија само проузроковала да производња порно филмова оде у подземље где постоји још мање опција за помоћ. Неки либерални активисти су се залагали за компромис подизањем законске старосне границе за улазак у забаву за одрасле са 18 на 21 годину, што би спречило да се неке од најугроженијих жена искористе, док би одраслим женама омогућило да и даље раде шта желе са својим телима.
Неки су истакли да многи млади људи који немају сексуално образовање усвајају идеје о сексу и сексуалним улогама из порнографије, чији фантазијски прикази тих понашања нису тачни за живот, јер су дизајнирани за забаву одраслих, а не за едукацију јавности о реалности сексуалног понашања. Неке области Сједињених Држава подучавају методе контроле рађања само уздржавањем од секса. У чланку из 2015. године Дејвид Картер је за American Journal of Nursing приметио да је студија показала да је образовање засновано на апстиненцији "у корелацији са повећањем трудноћа и порођаја тинејџера". Више људи је изразило подршку за свеобухватне програме сексуалног образовања који обухватају широк спектар тема, за које наводе да остављају децу информисанијом. Неколико феминисткиња је тврдило да је кључно обезбедити деци основно сексуално образовање пре него што буду неизбежно изложени порнографији. Сексуално образовање такође може ефикасно да припреми децу да идентификују и кажу не нежељени сексуални контакт пре него што до њега дође, и даје родитељима прилику да науче децу о пристанку.

### Заступање животиња
Покрет #MeToo је имао утицаја на поље заступања животиња. На пример, 30. јануара 2018. године Politico је објавио чланак под насловом „Запослене наводе културу сексуалног узнемиравања у хуманом друштву: Два висока званичника, укључујући генералног директора, су под истрагом због инцидената који датирају више од једне деценије.“ Чланак се односио на оптужбе против тадашњег генералног директора Хуманистичког друштва Сједињених Држава Вејна Пасела и активисте за заштиту животиња Пола Шапира. Господин Пасел је убрзо поднео оставку. Господин Шапиро је такође убрзо напустио Хумано друштво Сједињених Држава. Обојица су ипак наставили да буду на руководећим позицијама у покрету за заштиту животиња.

### Астрономија
Твитер ознака #astroSH коришћена је за разговор о сексуалном узнемиравању у области астрономије, а неколико научника и професора је дало оставке или је отпуштено.

## Финансијска подршка
У мају 2018. године, њујоршка женска фондација објавила је свој Фонд за подршку #MeToo покрету и савезницима, обавезу од 25 милиона долара у наредних пет година за финансирање и подршку жртвама сексуалног насиља.
У септембру 2018. године, CBS је објавио да ће донирати 20 милиона долара отпремнине бившег председника Леслија Мунвеса за #МеТоо. Мунвес је био приморан да се повуче након бројних оптужби за недолично сексуално понашање.

## Међународни одговор
Хаштаг је у тренду у најмање 85 земаља. Директне преводе #MeToo делили су шпански говорници у Јужној Америци и Европи и арапски у Африци и на Блиском истоку, док су активисти у Француској и Италији развили хаштагове да изразе ставове покрета. Преношење сличних искустава и „дељење осећања у неком облику заједништва” повезује људе и може довести до „формирања процеса колективног деловања” (Кастелс). Кампања је подстакла преживеле из целог света да поделе своје приче и именују своје починиоце. Европски парламент је сазвао седницу директно као одговор на кампању #MeToo, након што је довела до оптужби за злоупотребе у Парламенту и канцеларијама Европске уније у Бриселу. Европска комесарка за трговину Сесилија Малмстрем посебно је навела хаштaг као разлог за одржавање састанка.

## #HimToo
Повезани хаштаг #HimToo постао је популаран са покретом #МеТоо. Иако датира најмање из 2015. године и првобитно је повезан са политиком или лежерном комуникацијом, #HimToo је 2017. године добио нова значења повезана са #МеТоо, при чему су га неки користили да истакну мушке жртве сексуалног узнемиравања и злостављања, а други да би се нагласили мушки извршиоци. У септембру и октобру 2018. године, током оптужби за сексуални напад изнесених током номинације Брета Каваноа за Врховни суд Сједињених Америчких Држава, #HimToo су користиле присталице Каваноа да би истакле мушке жртве лажних оптужби.

## Критика

### Лажне оптужбе
Било је дискусија о томе у којој мери треба веровати тужиоцима пре провере чињеница. Неки су довели у питање да ли су оптужени кажњени без икаквог одговарајућег поступка којим би се утврдила њихова кривица. Многи коментатори су одговорили да број лажних пријава чини мали проценат укупних извештаја, позивајући се на бројке добијене од Министарства правде САД и других организација које су генерално откриле да је око 2—10% навода о силовању и сексуалном нападу пријављено полицији су након детаљне истраге утврђени као лажни; међутим, 2—10% не укључује случајеве у којима се не може утврдити да ли је оптужени невин или крив, нити укључује наводе који се никада не пријављују органима за спровођење закона.
Студија Министарства унутрашњих послова Уједињеног Краљевства из фебруара 2005. године која је прикупила податке о 2.284 пријављена случаја силовања показала је да је од 216 случајева силовања за које је касније утврђено да су лажни, само шест довело до хапшења, а само за две су биле подигнуте оптужбе. Џуд Дојл је за Elle магазин прокоментарисала да још један хаштаг, #BelieveWomen, није претња правилном поступку, већ посвећеност 'признању да су лажне оптужбе мање уобичајене од стварних'. Џенифер Рајт из Harper's Bazaar је предложила сличну дефиницију #BelieveWomen и истакла способност да The Washington Post брзо идентификује лажну оптужбу коју је поставио Project Veritas. Она је такође навела да су само 52 пресуде за силовање које су поништене у Сједињеним Државама од 1989. године, за разлику од 790 за убиство, снажан доказ да је најмање 90% оптужби за силовање истинито. Мишел Малкин изразила је сумњу да ће многе приче у покрету #MeToo бити преувеличане и оптужила новинске куће да се фокусирају на 'трендове хаштага које шире познате личности, анонимни подносиоци захтева и ботови'.
Иџеома Олуо је 30. новембра 2017. открила садржај захтева који је примила од USA Today, у којем је од ње тражено да напише чланак у којем се тврди да није потребан одговарајући поступак за оптужбе о сексуалном узнемиравању. Она је то одбила, рекавши „наравно да верујем у процес“ и написала да је неискрено што су новине од ње тражиле „да им буде сламка“.
Током њиховог развода 2001. године, манекенка Доња Фјорентино оптужила је глумца Герија Олдмана да је извршио породични напад — нешто за шта тврди да се никада није догодило. Након продужене истраге, Олдман је ослобођен оптужбе и додељено му је искључиво правно и физичко старатељство над децом; Доња Фјорентино је добила ограничен контакт под надзором државе у зависности од тога да ли је прошла тестове на дрогу и алкохол. Међутим, почетком 2018. године, Фјорентини су одобрени интервјуи за медије у којима је оживела оптужбе за напад, позивајући се на MeToo покрет. Њен коментар се поклопио са Олдмановом победом за најбољег глумца на 90. додели Оскара (за његов наступ у филму Најмрачнији час из 2017. године), који су корисници твитера осудили и новинари описали као 'разочаравајуће', 'референдум о структури Холивуда', и указали су на то 'колико је Холивуду заиста стало до чишћења токсичних људи из индустрије'. Фјорентинин и Олдманов син, Гуливер, осудио је 'такозване новинаре' због понављања тврдње која је 'пре много година дискредитована као лажна'. Изразио је стрепњу због одбране оптуженог мушкарца пред MeToo, рекавши: Видим како мора изгледати давање изјаве за борбу против оптужби. Међутим, био сам тамо у време 'инцидента'. Олдманов представник је указао на исход суђења из 2001. године, оптуживши Доњу Фјорентино да користи MeToo као 'згодно покриће за даљу личну освету', и затражио да штампа не дозволи да се покрет 'злоупотреби као инструмент штете пристојним људима од стране људи са веома лошим намерама'.
Председник Доналд Трамп је 21. септембра 2018. године тврдио да Кристина Блејси Форд измишља своје оптужбе против садашњег судије Врховног суда Брета Каваноа, рекавши да би, да је њена прича истинита, поднела пријаву против њега када се то догодило. Ово је уобичајен аргумент против покрета MeToo и наводних жртава сексуалног напада. Прва дама Меланија Трамп је 11. октобра 2018. године рекла да жене које оптужују мушкарце за сексуално злостављање треба да поткрепе своје тврдње чврстим доказима.

### Недефинисана сврха
Било је дискусија о томе да ли покрет треба да инспирише промену код свих људи или само у проценту њих, и које су конкретне акције крајњи циљ покрета. Друге жене су изјавиле да би #MeToo покрет требало да испита само најгоре врсте злостављања како би се спречило да се сви мушкарци прогласе починиоцима, да не би довело до тога да људи постану незаинтересовани за проблем.
Креаторка Тарана Бурк је поставила конкретне циљеве за #MeToo покрет, укључујући: обраду свих нетестираних комплета за силовање у Сједињеним Америчким Државама, истрагу провере наставника, бољу заштиту деце у школи, ажурирање политике сексуалног узнемиравања и побољшање обуке на радним местима, местима богослужења и школама. Она је изјавила да сви у заједници, укључујући мушкарце и жене, морају да делују како би #MeToo покрет био успешан. Она такође подржава предлог #MeToo закона у Конгресу и нада се да ће предлог овог закона инспирисати сличне законске промене у другим деловима Сједињених Америчких Држава.
Саманта Гејмер, жртва силовања од стране филмског редитеља Романа Поланског, рекла је да када се користи као оружје за напад на познате људе или наношење штете и демонизирање одређених људи, мислим да #MeToo никада није био за то и постао је некако токсичан и изгубио је своју вредност.

### Претеривања у корекцијама
Ричард Акланд је описао одговор на случајеве клевете као „загушујући вртлог парница“.
Било је дискусија о томе да ли су тешке последице оправдане за одређене примере наводног недоличног понашања. Прича која изазива посебне поделе десула се 13. јануара 2018. године на Babe.net када је анонимни тужилац детаљно описао догађаје њеног састанка са Азизом Ансаријем што се испоставило као „сексуални напад“. Џил Филиповић је за The Guardian написала да је било само питање времена када ће нам нека публикација учинити медвеђу услугу објављивањем сензационалне приче о лошем понашању мушкарца који ипак није био сексуални нападач. Џејмс Хамблин је за The Atlantic написао да су, уместо тога, ове приче о сивим зонама управо оно што … треба испричати и о њима разговарати.
Неки актери су опомињали заговорнике покрета да не праве разлику између различитих степена сексуалног злостављања. Мет Дејмон је прокоментарисао овај феномен у интервјуу, а касније се извинио, рекавши јаснији сигнал мушкарцима и млађим људима је да то порекну. Јер ако преузмете одговорност за оно што сте урадили, живот ће вам бити уништен. Након тога, Лијам Нисон је изнео мишљење да су неки оптужени, укључујући Гарисонa Килора и Дастина Хофмана, били неправедно третирани.
Тарана Бурк је у јануару 2018. године рекла: Они од нас који раде овај посао знају да је реакција неизбежна. Иако је реакцију описала као основно осећање правичности, она је бранила свој покрет као „не лов на вештице како људи покушавају да га осликају“. Она је изјавила да је ангажовање на културолошкој критики у #MeToo било продуктивније од позивања да се она оконча или фокусирања на оптужене мушкарце који „у ствари никог нису дирали“. Ронан Фароу, који је објавио Вајнштајново излагање у магазину New Yorker које је помогло у покретању поновног оживљавања #MeToo (заједно са новинаркама Меган Туи и Џоди Кантор из дневног листа New York Times), упитан је крајем децембра 2017. године да ли мисли да је покрет „отишао предалеко“. Фароу је позвао на пажљиво испитивање сваке приче како би се заштитио од лажних оптужби, али је такође подсетио на наводно сексуално злостављање кроз које његова сестра Дилан Фероу тврди да је прошла од стране његовог оца Вудија Алена. Он је изјавио да је после деценија ћутања: Мој осећај је да је ово чиста корист за друштво и да сви људи, мушкарци и жене, који гурају напред и говоре 'me too' заслужују овај тренутак. Мислим да сте у праву када кажете да сви морамо да будемо свесни ризика да је клатно узело превелик замах, али генерално, ово је веома позитиван корак.
Иџеома Олуо је говорила о томе како су неке демократе изразиле жаљење због оставке сенатора Ала Франкена због оптужби за сексуално недолично понашање. Она је саосећала са њима, али је нагласила важност кажњавања недоличног понашања без обзира на то да ли се починилац посматра као „лош момак“. Написала је да „већина злостављача више личи на Ал Франкена него на Харвија Вајнстина“. The New York Times је ову дискусију назвао 'Louis C.K. Conundrum', позивајући се на признање комичара Луја С. К. да је починио сексуално недолично понашање са пет жена, и расправа која је уследила око тога да ли нека кривица треба да буде повезана са уживањем у његовом послу. Џенифер Рајт из магазина Harper's Bazaar је рекла да страхови јавности од прекомерне корекције одражавају тешкоће прихватања да „допадљиви мушкарци такође могу да злостављају жене“.
Истраживање LeanIn.Org/SurveyMonkey из 2019. године показало је да је 60 процената мушких менаџера изјавило да су „превише нервозни“ због оптужби за узнемиравање приликом менторства, дружења или састанака један на један са женама на радном месту. Студија из 2019. године у часопису Organizational Dynamics, који је објавио Elsevier, показала је да су мушкарци знатно несклонији да комуницирају са својим колегиницама. Примери укључују 27 одсто мушкараца који избегавају састанке један на један са сарадницама, 21 одсто мушкараца је рекло да би нерадо запошљавали жене за посао који би захтевао блиску интеракцију (као што су пословна путовања), а 19 одсто мушкараца мушкарци нерадо ангажују привлачну жену.

### Могућа траума за жртве
Хаштаг је критикован јер ставља одговорност за објављивање сексуалног узнемиравања и злостављања на оне који су то доживели, што би могло бити ретрауматизирајуће. Хаштаг је критикован као инспиративан за умор и бес, а не емоционално густу комуникацију.

### Искључење сексуалних радника
Било је много позива да #MeToo покрет укључи сексуалне раднице и жртве трговине људима. Иако ове жене доживљавају већу стопу сексуалног узнемиравања и напада од било које друге групе људи, на њих се у друштву често гледа као на легитимне мете које заслужују таква дела против њих. Autumn Burris је изјавио да је проституција попут '#MeToo на стероидима' јер су сексуално узнемиравање и напади описани у причама #MeToo чести за жене које се баве проституцијом. Мелиса Фарли тврди да проституција, чак и када је споразумна, може бити облик сексуалног напада, као што може бити за новац за храну или сличне предмете, чиме, барем према Мелиси Фарли, чини проституцију присилним начином живота који се ослања на принуду за храну. Многи сексуални радници се не слажу са њеним ставом, говорећи да она стигматизује проституцију. Дефиниција принуде, како заговара Ашвини Тамбе, не би требало да се одређује само на основу одлуке особе да каже да или не. Уместо тога, такође треба утврдити да ли једна особа има контролу или утицај на другу особу. Она такође наводи да би се могло дешифровати да ли је такав захтев одређена претња или сила. Зато она наводи да секс или размена секса за нешто значи да је принуда и даље присутна, чак и ако је споразумна.
Амерички новинар Стивен Трешер је приметио да: Постојала је забринутост да би покрет #MeToo могао да доведе до сексуалне панике. Али права сексуална паника није због феминизма који дивља, већ због патријархалне, хомофобичне, трансантагонистичке, теократске жеље да амерички Конгрес контролише сексуалне раднице. Он указује на Закон о заустављању трговине људима (SESTA) из 2018. године, за који многи стручњаци кажу да ће сексуалне раднице само изложити додатном ризику тако што ће их отерати у подземље, не нуди сексуалним радницима никакву помоћ или заштиту, а као нежељени ефекат спречава већину људи да користе личне огласе на мрежи без обзира на њихове намере.
Британски редитељ Биџан Тунг, фигура укључена у различите иницијативе за родну равноправност, написао је, режирао и самофинансирао играни филм The Escort након што је обавио низ интервјуа са садашњим и бившим сексуалним радницима у директном покушају да пружи платформу да се њихов глас чује. Филм је снимљен 2017. године и завршен 2018. године, премијерно је приказан у Њујорку у августу 2018. године и добио је неколико награда широм света. Тренутно се адаптира за позоришну сцену.

### Непоступање у вези са недоличним понашањем полиције
Упркос распрострањености сексуалног злостављања, неки су истакли недостатак дискусије у #MeToo покрету о недоличном понашању органа за спровођење закона.
Сексуално недолично понашање полиције несразмерно погађа жене различите боје коже, иако су погођене жене свих раса. Институт Като је известио да је 2010. године више од 9% полицијских пријава о недоличном понашању у 2010. укључивало сексуално злостављање и да постоји више индикација да су "стопе сексуалног напада знатно веће за полицију у поређењу са општом популацијом". Одмазда се сматра једним од разлога зашто неки службеници за спровођење закона нису подвргнути значајним последицама због познатог лошег понашања. Активиста за реформу полиције Роџер Голдман изјавио је да службеника који је отпуштен због сексуалних малверзација из једне полицијске управе често поново запосли друго одељење, где могу да наставе са недоличним понашањем у новом окружењу. Неке државе (као што су Флорида и Џорџија) имају законе о лиценцирању који могу одузети сертификат службенику за спровођење закона који је починио велики прекршај, што спречава да се десертификовани службеници поново запосле у тој држави. Неки су позвали да треће стране истраже оптужбе за сексуално недолично понашање против полиције како би се смањила пристрасност (за разлику од уобичајене праксе да истраге воде колеге полицајци или колеге у истом одељењу).

### Недостатак заступљености жена из мањина
Многи су указали на недостатак заступљености жена из мањина у #MeToo покрету или његовом руководству. Већина историјских феминистичких покрета је садржала активне елементе расизма и обично игнорисала потребе жена које нису беле иако је већа вероватноћа да ће жене из мањина бити мете сексуалног узнемиравања.
Жене из мањина су презаступљене у индустријама са највећим бројем пријава за сексуално узнемиравање, на пример хотели, здравствене услуге, услуге исхране и малопродаја. Истакнуто је да жене из мањина без докумената често немају право на помоћ ако доживе сексуално насиље. Активисткиња Шарлин Карутерс је рекла: Ако су богате, веома видљиве жене у вијестима и забави сексуално узнемираване, нападнуте и силоване — шта мислимо да се дешава женама у малопродаји, угоститељству и кућним пословима?
Преживела Фара Танис је изјавила да постоје и додатне баријере за црнке које желе да учествују у #MeToo покрету. Она је истакла да друштвени притисак обесхрабрује пријаве против црнаца, посебно црквених и породичних, јер би то многи видели као издају њихове "браће". Поред тога, мање је вероватно да ће се веровати црним женама ако проговоре.
Неки су тврдили да амерички правосудни систем признаје термин „сексуално узнемиравање“ само због успешних тужби за сексуално узнемиравање од стране три црне жене: Дајане Вилијамс и Полет Барнс против владе САД и Мешел Винсон против банке. Случај Meritor Savings Bank v. Vinson довео је до једногласне одлуке Врховног суда из 1986. године да сексуално узнемиравање крши Закон о грађанским правима. Црнкиња, професорка права, Анита Хил поново је увела сексуално узнемиравање у јавни дискурс 1991. године својим сведочењем против Кларенса Томаса кандидата за Врховни суд Сједињених Америчких Држава.
Тарана Бурк је у почетку критиковала покрет због игнорисања рада црнкиња у стварању дијалога о сексуалним нападима. Међутим, она је поздравила оне који су учествовали у покрету и одала признање Алиси Милано што је признала њен сопствени сличан покрет. Поред тога, молила је црнке да не напуштају покрет само зато што их медији не слушају говорећи им: "This is your movement, too."
Америчка феминисткиња и новинарка Глорија Стајнем рекла је да постоји слепа тачка која окружује интерсекционалност између расе и пола, а главни проблем са данашњим феминисткињама је што не признају „да су обојене жене уопште — а посебно црне жене — одувек чешће биле феминисткиње него беле жене.“ Глорија Стајнем тврди да #MeToo никада не би могао да се деси без рада ових жена, а жене у #MeToo покрету имају одговорност: Ако имате више моћи, запамтите да слушате онолико колико говорите. А ако имате мање моћи, запамтите да говорите као колико год слушаш.

### Претерано наглашавање конкретних случајева
Покрет #MeToo је критикован због стављања превише пажње јавности на последице одређених појединаца који су оптужени за сексуално злостављање, за разлику од дискусије о политикама и променама институционалних норми које би помогле људима који тренутно доживљавају сексуално злостављање. Примећено је да, иако оптужбе око јавних личности високог профила обично привлаче највише пажње, приче редовних радника често остају непризнате. Ипак, да би се осигурала значајна промена, искуства ових радника морају бити у центру било каквих политичких решења којима законодавци теже. Тарана Бурк је изразила сличне недоумице, истичући да је један проблематичан аспект #MeToo покрета: Сва ова медијска пажња усмерена је на починиоца. Сав разговор о правичности и дужном поступку фокусиран је на починиоца. Она наводи да би покрет требало да се фокусира на конкретне кораке за помоћ садашњим и будућим преживелима. Активисткиња и списатељица Џејклин Фридман је рекла: Морамо да престанемо да третирамо сваки случај који изађе на видело као самосталну сапуницу која се завршава када је зликовац поражен, и да почнемо да се бавимо системима који су омогућавали сексуално злостављање на радном месту тако дуго. Писац Ћа Толентино је изјавила да је природно фокусирати се на појединачне приче јер су „занимљиве и ужасне“, али одређивање најбољих промена на радном месту „нема много везе са специфичном истрагом и доношењем пресуде мушкараца који су ово већ урадили“.

### Занемаривање жена у затвору
Права затвореника су значајно ограничена, а неравнотежа моћи између затвореница и полицајаца дозвољава и промовише силовања у затвору и друге облике злостављања. Многи људи су критиковали затворски систем због кажњавања жена које делују у самоодбрани. Други критикују главни домет Me Too покрета због неуспеха да се позабави системским затварањем злостављаних жена и мушкараца.
Развој #MeToo Behind Bars десио се након што су четири затворенице поднеле тужбу против поправних службеника који су их брутално злостављали. Сврха ове нове кампање је да подигне свест јавности о сексуалном насиљу над женама у затвору. Сара Кершнер, водећи организатор кампање, напомиње да су починиоци ове врсте насиља обично држава, институције и друштво. Она сматра да друштво занемарује људска права оних који су у затвору само зато што их не заслужују. Као резултат тога, нема солидарности.